# Mēris (ботнет)
Mēris, Meris (с латыш. — «чума») — ботнет, впервые замеченный в июне 2021 года, осуществивший 5 сентября 2021 года мощнейшую в истории интернета DDoS-атаку на серверы «Яндекса» с максимумом в рекордные 21,8 млн запросов в секунду (RPS), превысив показатели DDoS-атаки лета 2021 года в 17,2 млн RPS. Атаке также подверглись многие компании в России, Европе, США, Индии, Новой Зеландии, на Ближнем Востоке и в Латинской Америке.
Название (в переводе с латышского — «чума») дано из-за сформированности ботнета в основном на базе заражённых устройств латвийской фирмы MikroTik, число которых оценивалось в пределах 56 000—250 000 единиц. Также ботнет поражает устройства фирмы Linksys. Установленная геопринадлежность заражённых устройств — Бангладеш, Бразилия, Индия, Индонезия, Ирак, Камбоджа, Колумбия, Китай, Польша, Россия, США, Украина и десятки других стран.
По мнению аналитиков, Mēris начал зарождаться ещё в 2018 году с помощью вируса Glupteba, выполняющего для ботнета функцию поставщика заражённых устройств. Для атаки использовались брутфорс паролей по SSH и старая (2018) уязвимость в RouterOS CVE-2018-14847.